# Huruli Halli, Shimoga
Huruli Halli là một làng thuộc tehsil Shimoga, huyện Shimoga, bang Karnataka, Ấn Độ.